# Cripta di San Giovanni
La Grotta di San Giovanni (o di Sant'Angelo) è una chiesa rupestre situata nella provincia di Brindisi, 5 km a nord della città di Latiano, nei pressi della masseria Grottole.

## Caratteristiche
Venne ottenuta scavando una piccola grotta naturale di tipologia Murgiana. Ha pianta rettangolare (m. 3,60 x 4) e presenta alcune nicchie con evidenti tracce di pittura. La struttura faceva parte di un complesso abitativo costituito da diverse grotte (oggi in gran parte distrutte o riempite), spesso comunicanti fra loro.

## Storia
La chiesa è coerente per struttura e pitture con le cappelle ipogee dei monaci basiliani che migrarono nel salento a partire dall'VIII secolo, i quali scavarono ed ampliarono alcune grotte lungo il corso del Canale Reale, stabilendosi in queste zone.